# Seznam dílů seriálu Anatomie života
Toto je seznam dílů seriálu Anatomie života. Český dramatický seriál Anatomie života byl vysílán od 26. ledna do 25. května 2021 na TV Nova.

## Přehled řad
| Řada | Díly | Premiéra v ČR  | Premiéra v ČR   |
| Řada | Díly | První díl      | Poslední díl    |
| ---- | ---- | -------------- | --------------- |
| 1    | 20   | 26. ledna 2021 | 25. května 2021 |

## Seznam dílů

### První řada (2021)
| Č. v seriálu | Č. v řadě | Původní název        | Režie         | Scénář | Premiéra v ČR   | Sledovanost (v mil.) |
| ------------ | --------- | -------------------- | ------------- | --- | --------------- | -------------------- |
| 1            | 1         | Srdce v oblacích     | Peter Magát   | Biba Bohinská, Soňa Čermáková Uličná a Diana Starinská Kacarová původní scénář: Petja Peltomaa, Terhi Arola, Harri Virtanen, Anna Dahlman a Kirsikka Saari | 26. ledna 2021  | 0,952                |
| 2            | 2         | Konec hry            | Peter Magát   | Biba Bohinská, Soňa Čermáková Uličná a Diana Starinská Kacarová původní scénář: Petja Peltomaa, Terhi Arola, Kirsikka Saari a Harri Virtanen               | 2. února 2021   | 0,817                |
| 3            | 3         | Nebezpečné rande     | Peter Magát   | Biba Bohinská, Soňa Čermáková Uličná a Diana Starinská Kacarová původní scénář: Petja Peltomaa, Terhi Arola, Kirsikka Saari a Harri Virtanen               | 2. února 2021   | 0,826                |
| 4            | 4         | Peníze nebo život    | Peter Magát   | Biba Bohinská, Soňa Čermáková Uličná a Diana Starinská Kacarová původní scénář: Petja Peltomaa, Terhi Arola, Kirsikka Saari a Harri Virtanen               | 9. února 2021   | 0,788                |
| 5            | 5         | Moje duše, moje krev | Petr Nikolaev | Biba Bohinská, Soňa Čermáková Uličná a Diana Starinská Kacarová původní scénář: Petja Peltomaa, Terhi Arola, Kirsikka Saari a Harri Virtanen               | 9. února 2021   | 0,788                |
| 6            | 6         | Zmýlená neplatí      | Petr Nikolaev | Biba Bohinská, Soňa Čermáková Uličná a Diana Starinská Kacarová původní scénář: Petja Peltomaa, Terhi Arola, Kirsikka Saari a Harri Virtanen               | 16. února 2021  | 0,778                |
| 7            | 7         | Smrtící láska        | Petr Nikolaev | Biba Bohinská, Soňa Čermáková Uličná a Diana Starinská Kacarová původní scénář: Petja Peltomaa, Terhi Arola, Kirsikka Saari a Harri Virtanen               | 23. února 2021  | 0,772                |
| 8            | 8         | Těžký život celebrit | Petr Nikolaev | Biba Bohinská, Soňa Čermáková Uličná a Diana Starinská Kacarová původní scénář: Petja Peltomaa, Terhi Arola, Kirsikka Saari a Harri Virtanen               | 2. března 2021  | 0,757                |
| 9            | 9         | V kómatu             | Peter Magát   | Biba Bohinská, Soňa Čermáková Uličná a Diana Starinská Kacarová původní scénář: Petja Peltomaa, Terhi Arola, Kirsikka Saari a Harri Virtanen               | 9. března 2021  | 0,798                |
| 10           | 10        | Na konci cesty       | Peter Magát   | Biba Bohinská, Soňa Čermáková Uličná a Diana Starinská Kacarová původní scénář: Petja Peltomaa, Terhi Arola, Kirsikka Saari a Harri Virtanen               | 16. března 2021 | 0,790                |
| 11           | 11        | Závod s časem        | Peter Magát   | Biba Bohinská, Soňa Čermáková Uličná a Diana Starinská Kacarová původní scénář: Petja Peltomaa, Terhi Arola, Kirsikka Saari a Harri Virtanen               | 23. března 2021 | 0,807                |
| 12           | 12        | Nikdo není sám       | Peter Magát   | Biba Bohinská, Soňa Čermáková Uličná a Diana Starinská Kacarová původní scénář: Petja Peltomaa, Terhi Arola, Kirsikka Saari a Harri Virtanen               | 30. března 2021 | 0,755                |
| 13           | 13        | Na první dojem       | Petr Nikolaev | Biba Bohinská, Soňa Čermáková Uličná a Diana Starinská Kacarová původní scénář: Petja Peltomaa, Terhi Arola, Kirsikka Saari a Harri Virtanen               | 6. dubna 2021   | 0,813                |
| 14           | 14        | Rodiče a děti        | Petr Nikolaev | Biba Bohinská, Soňa Čermáková Uličná a Diana Starinská Kacarová původní scénář: Petja Peltomaa, Terhi Arola, Kirsikka Saari a Harri Virtanen               | 13. dubna 2021  | 0,811                |
| 15           | 15        | Jediné na čem záleží | Petr Nikolaev | Biba Bohinská, Soňa Čermáková Uličná a Diana Starinská Kacarová původní scénář: Petja Peltomaa, Terhi Arola, Kirsikka Saari a Harri Virtanen               | 20. dubna 2021  | 0,791                |
| 16           | 16        | Havárie              | Petr Nikolaev | Biba Bohinská, Soňa Čermáková Uličná a Diana Starinská Kacarová původní scénář: Petja Peltomaa, Terhi Arola, Kirsikka Saari a Harri Virtanen               | 27. dubna 2021  | 0,806                |
| 17           | 17        | Nalezenec            | Peter Magát   | Biba Bohinská, Soňa Čermáková Uličná a Diana Starinská Kacarová původní scénář: Petja Peltomaa, Terhi Arola, Kirsikka Saari a Harri Virtanen               | 4. května 2021  | 0,753                |
| 18           | 18        | Nákaza               | Peter Magát   | Biba Bohinská, Soňa Čermáková Uličná a Diana Starinská Kacarová původní scénář: Petja Peltomaa, Terhi Arola, Kirsikka Saari a Harri Virtanen               | 11. května 2021 | 0,779                |
| 19           | 19        | Identita             | Peter Magát   | Biba Bohinská, Soňa Čermáková Uličná a Diana Starinská Kacarová původní scénář: Petja Peltomaa, Terhi Arola, Kirsikka Saari a Harri Virtanen               | 18. května 2021 | 0,755                |
| 20           | 20        | Matky                | Peter Magát   | Biba Bohinská, Soňa Čermáková Uličná a Diana Starinská Kacarová původní scénář: Petja Peltomaa, Terhi Arola, Kirsikka Saari a Harri Virtanen               | 25. května 2021 | 0,774                |